# Courgenay, Yonne
Courgenay là một xã của Pháp,tọa lạc ở tỉnh Yonne trong vùng Bourgogne-Franche-Comté.

## Hành chính
| Danh sách các thị trưởng               |           |                 |      |         |
| Giai đoạn                              | Giai đoạn | Tên             | Đảng | Tư cách |
| tháng 3 năm 2001                       |           | Mme Charpentier |      |         |
| Tất cả các dữ liệu trước đây không rõ. |           |                 |      |         |

## Thông tin nhân khẩu
| Năm    | 1900 | 1962 | 1968 | 1975 | 1982 | 1990 | 1999 | 2008 |
| ------ | ---- | ---- | ---- | ---- | ---- | ---- | ---- | ---- |
| Dân số | 900  | 428  | 472  | 455  | 408  | 463  | 446  | 550  |

(Dân số không tính hai trùng à partir de 1962)

nguồn=INSEE